# Alex Vause
 (décembre 2024).
Alex Vause est l’un des personnages principaux de la série américaine Orange Is the New Black diffusée sur Netflix depuis juillet 2013.
Elle est condamnée à une peine de plusieurs années dans la prison de Litchfield pour avoir travaillé dans un cartel de drogue international. Avant son arrestation, elle était la petite amie de Piper Chapman. Cette dernière est incarcérée pour avoir transporté dans l’aéroport de Bruxelles une valise contenant 50 000 $ provenant de la vente de drogues. Lors d’un interrogatoire, Alex dénonce Piper aux autorités en espérant obtenir une remise de peine. À la suite de ces événements, les deux femmes se retrouvent dans la même prison fédérale environ 10 ans après leur rupture lorsque Piper avait dit à Alex qu'elle ne désirait plus l'aider dans son trafic.
Malgré la haine qu’elles éprouvent l’une envers l’autre, elles arrivent à se réconcilier conduisant même à une relation amoureuse tumultueuse et compliquée vu que Piper est fiancée à Larry Bloom. Mais finalement, Alex et Piper se marient et deviennent un vrai couple.

## Biographie

### Enfance
Alex est la fille unique de Diane Vause et de Lee Burley. Son père l’abandonne alors qu’elle était encore enfant pour poursuivre son désir d’être musicien, ce qui conduit sa mère à conjuguer quatre emplois différents pour vivre décemment avec sa fille. Elle est victime de moqueries à l’école à cause de ses vêtements et chaussures de sous-marques ; sa mère lui conseille alors de dire à tout le monde que son père était un célèbre musicien.

### Rencontre avec son père
Une fois adulte, Alex retrouve son père mais ses retrouvailles ne se déroulent pas comme elle l’espérait. Déçue par cet homme vulgaire, elle va tout de même se lier d'amitié avec Fahri, le trafiquant de drogue de son père. À partir de ce dernier, elle devient dealeuse de drogue travaillant pour Kubra Balik. 

### Rencontre avec Piper Chapman
Piper rentre dans un bar pour y déposer son CV et être embauchée. À ce moment, Alex, bien qu’accompagnée d’amis, l’accoste quand même en lui avouant qu’elle est une dealeuse de drogue sur l’échelle internationale. Bien qu'elle ne soit pas spécialement attirée par les filles, Piper tombe sous le charme d’Alex. Cette dernière lui cache qu’elle a déjà une petite amie mais finit par quitter Sylvia pour officialiser sa relation avec Piper.

### Rupture avec Piper
Alex réussit à convaincre Piper de la suivre d'un bout à l'autre du monde, dans des hôtels luxueux, et aveuglée par l’amour, elle accepte de l’aider dans son trafic en transportant de grosses sommes d'argent, jusqu'à ce qu’elle finisse par refuser. Le jour de leur rupture, Alex apprend également le décès de sa mère, elle reprochera à Piper de l'avoir abandonnée dans un moment aussi difficile et plonge dans l’héroïne pour surmonter ces épreuves.

### Retrouvaille avec Fahri
Après l'enterrement de sa mère, Alex croise à nouveau la route de Fahri qui a fait le déplacement pour l'occasion. Alex est au plus mal entre la mort de sa mère et la rupture avec Piper. Farhi lui dit qu'elle doit être forte puis lui propose une dose d'héroïne, c'est à ce moment qu'elle consomme de la drogue pour la 1ère fois. Elle se laisse aller à drogue (surtout l'héroïne) mais une soirée tourne mal et une jeune femme se fait arrêter avec de la drogue qu'elle transportait pour le réseau. Fahri se fait tuer par un autre homme de Kubra appelé Aydin.  

## Caractéristiques

### Personnalité
Vause est connue pour son pragmatisme, sa franchise et sa vulnérabilité dissimulée. On peut déduire qu’elle n’a pas fait beaucoup d’études lorsqu'elle confie à Nicky que plus jeune, elle habitait sur un campus étudiant ou elle profitait des fêtes étudiante et assistait à quelques cours gratuitement. Elle s’est lancée jeune dans le trafic de drogue et a rapidement monté les échelons au sein de son cartel. On se rend compte qu’elle est intelligente, avisée et une lectrice assidue. On la voit régulièrement avec un livre à la main durant son temps libre. Elle fait preuve à plusieurs reprises d’un grand sens de l’humour par l’utilisation du sarcasme, et ce peu importe la situation. Elle lit remarquablement bien les gens et fait preuve de perspicacité, cependant elle doute souvent des vrais sentiments et des intentions de Piper. En plus d'être considérée comme étant l'amour de sa vie, cette dernière est aussi sa plus grande faiblesse. Elle veut toujours le meilleur pour Piper. 

### Apparence physique
Son physique atypique se caractérise par des cheveux noirs et des yeux verts. Elle est grande (1,78 m) et plutôt mince. Elle porte de grosses lunettes noires et elle possède une multitude de tatouages ; une salière sur l’épaule gauche, des roses et une femme sur le bras droit, une étoile dans le dos, un tatouage tout autour de son avant bras droit, la phrase Love is pain (l'amour est souffrance) sur son avant bras gauche et un autre sur sa cuisse gauche. Son maquillage est principalement le même, un liner noir très prononcé.

## Évolution relationnelle avec Piper

### Saison 1
Après des retrouvailles quelque peu mouvementées, elle tente de se réconcilier avec Piper en lui donnant à manger malgré l’interdiction donnée par Red mais Piper refuse sa nourriture donnée en la jetant à la poubelle. Alex se retrouvera à son tour privée de repas pour avoir désobéi.
Lorsque son fiancé lui dit que ce n'est pas son ex qui l'a dénoncée, Chapman espère également se faire pardonner auprès d'Alex pour son attitude, maintenant qu'elle pense que ce n'est pas elle qui l'a dénoncée.
Elles arrivent tout de même à se reparler surtout après la conversation qu’elles ont eue quand Alex était bloquée dans la machine à laver.
Malheureusement, Chapman se retrouve au trou le jour de Thanksgiving après avoir dansé avec Alex, une danse dite provocante selon Tyffani Doggett et Healy, lors de la fête de départ de Tasha Jefferson (Taystee). Dès qu’elle est libérée, elle emmène Vause à part dans la chapelle et l’embrasse fougueusement. Ce sera leur première relation sexuelle dans la prison.

Durant une partie de cartes, Alex exprime son ressenti à Piper comme quoi : 
Je crois ...que quand tu as eu un lien fort avec quelqu'un, il ne disparaît pas
 On redevient vite important l'un envers l'autre parce qu'on l'a toujours été.
Anglais 
I think… when you have a connection with someone, it never really goes away. 
You snap back to being important to each other because you still are.
Cependant leur relation s’envenime lorsque Piper apprend qu’Alex lui a menti et apprend qu'elle ne l’avait pas dénoncée aux fédéraux (Alex en voulait toujours à Piper de l’avoir quittée alors qu’elle venait d’apprendre que sa mère était décédée).
Malgré leur dispute, elles parviennent à s’entendre. Alex lui pose un ultimatum : s'installer avec Larry ou vivre une vie d'aventure avec elle. Peu de temps après, Larry pose un autre ultimatum à Piper : se marier au plus vite ou rompre.
Piper choisit Larry, cependant, lors d’une visite, Alex dit à Larry que c’est Piper qui est venue vers elle et que c'est elle le problème de leur relation, il rompt donc ses fiançailles.
Blessée et meurtrie par la décision de Piper, Alex se console dans les bras de Nicky Nichols avec qui elle entame une brève relation.

### Saison 2
Les deux femmes sont toutes les deux transférées à Chicago dans une prison mixte de haute sécurité pour témoigner lors du procès du narcotrafiquant pour lequel elles ont travaillé. Alex tente de convaincre Piper de mentir afin d'éviter les représailles de Kubra. 
Finalement, lors de l'audience, Piper choisit de mentir à la barre en niant avoir rencontré le trafiquant. Plus tard, Piper surprend Alex être libérée après son témoignage ; elle a dit la vérité, laissant supposer que Piper peut être poursuivie pour parjure.
Alex tente de se faire pardonner en envoyant sans cesse des lettres d'explications et d’excuses. Rongée par la colère, Piper n’ouvre pas directement ces lettres mais craque une fois et recommence à parler à Alex par de nombreux coups de fil. Celle-ci lui explique sa peur de se faire tuer par un assistant de Kubra. Afin de la protéger, Piper contacte son agent de probation en l'accusant de vouloir violer sa liberté conditionnelle.

### Saison 3
Piper avoue à Alex que c'est à cause d'elle qu'elle se retrouve en prison une nouvelle fois, Alex éprouve de la haine contre Piper, mais se venge en ayant une relation sexuelle violente dans la bibliothèque mise sous quarantaine à cause d’une invasion de punaises.
Elles vont finalement se réconcilier grâce à un cours d'improvisation théâtrale donné par la nouvelle conseillère.
Durant une visite rendue par sa famille pour son anniversaire, Piper officialise sa relation amoureuse avec Alex, ce qu'elle n'avait jamais fait de peur que ses parents le prennent mal. Comme elle l’avait imaginé, les choses tournent mal.
Alex soupçonne plusieurs détenues d’avoir été envoyées par Kubra pour la tuer. Cette paranoïa éloigne Piper qui elle se préoccupe de son nouveau trafic de culottes et rencontre Stella, avec qui elle trompe Alex. Alex finit par rompre avec Piper, ne la reconnaissant plus.

### Saison 4
Vause et Chapman, séparées depuis la fin de la saison précédente, ne se parlent presque plus alors qu'Alex traverse une phase compliquée à la suite de son homicide. Elle est prise d’angoisse et de panique mais elle trouve réconfort en les personnes de Red, Frieda et Lolly, qui l’a sauvée lorsqu’elle était attaquée par Aydin, le complice de Kubra et Frieda ayant aidé Alex et Lolli à se débarrasser du corps d'Aydin.
Piper concentre toute son énergie à son petit trafic au sein de la prison mais il s’avère qu'elle s’attire des problèmes auprès des latinas à cause de sa réputation de chef d'un gang néo-nazi. Ces dernières vont marquer au fer rouge sur le bras de Piper, une croix gammée en représailles. Touchant le fond, elle retrouve dans le champ de maïs Alex et Nicky en train de fumer du crack. Les deux femmes mettent en lumière leurs problèmes respectifs.
Elle raconte ensuite à Red son regret d’avoir abandonné Vause alors qu’elle avait besoin d’elle. Après des excuses larmoyantes, elles reprennent leur relation là où elles l’avaient laissée.

### Saison 5
Durant la mutinerie menée par les détenues de Litchfield, Alex et Piper essayent de rester éloignées de toute cette pagaille. À la place, elles errent dans les couloirs, parlent et tentent d’être un couple normal. Néanmoins Piper ne peut s’empêcher de s'intéresser à cette révolte ce qu’Alex lui reproche par la suite.
“Ces derniers jours, on aurait pu traîner ensemble, jouer au petit couple... mais à la place il a fallu qu’elle fasse autre chose”.
Alors qu’elles sont séquestrées par Desi Piscatella, Alex parvint à se libérer de son rideau de douche et tente d’attaquer leur agresseur par derrière. En riposte, il lui casse le bras droit. Heureusement, les 2 femmes parviennent à se réfugier dans le bunker de Frieda avec les autres filles.
Voyant Alex souffrir de douleur, Piper décide de voir où en est la rébellion et si elle peut ramener de l’aide (ce qu’Alex lui reproche). En sortant du refuge, Piper voit sa mère parmi la foule dehors, elle l'appelle et lui raconte sa mésaventure et lui avoue qu’elle ne pourrait imaginer sa vie sans Alex et qu’elle veut vivre pour être avec elle. Remarquant que sa mère est heureuse pour elle et Alex, elle retourne au refuge et demande la main d’Alex.
Flashback 1 : un jour dans un bar, Alex avoue à un parfait inconnu qu’elle a passé une après-midi entière à envoyer l’amour de sa vie (Piper) en prison pour se sauver elle-même mais que même après 6 ans d’absence elle l’aimait encore.
Flashback 2 : Piper appelle en plein milieu de la nuit Alex en lui rappelant les raisons d’avoir fait un tatouage et lui confesse qu’après tant d’années, cette dernière restait continuellement quelque part dans ses pensées.

### Saison 6
Une partie des détenues sont transférées à la prison de haute sécurité de Litchfield mais Alex n'est pas là. Piper, n'ayant aucune nouvelles d'elle, a peur qu'elle soit décédée des suites de ses blessures. Lorsque Red voudra informer Piper que Piscatella est mort dans la piscine, Piper pense qu'elle parle d'Alex, cette nouvelle la dévaste. Lorsque Piper est transférée au bloc C, Alex revient et explique à Piper qu'elle était à l'hôpital pour son bras. Piper devient la cible de Badison avec qui elle partage sa cellule. Alex cherche donc à la protéger en travaillant avec elle pour qu'elle laisse Piper tranquille. Badison accepte jusqu'à ce que Piper cherche à faire revenir le kick-ball ce qui la rend populaire attisant la jalousie de sa colocataire. Murphy ne voulant pas laisser Piper tranquille, Alex va voir la chef du bloc et fait du trafic de drogue pour elle. Piper propose à Hopper, de l'aider à chercher qui fait du trafic de drogue dans la prison, Hopper faisant entrer de la drogue décide de faire sortir Piper. Alex et Piper sont déçues par le fait d'être séparées.

### Saison 7
Piper et Alex vivent mal la séparation forcée et ont des problèmes de communication. Dans le premier épisode, Alex n'arrive pas à dire à sa femme qu'Hellman la force à vendre de l'héroïne et Piper n'arrive pas à lui dire qu'elle ne va pas bien (elle a du mal à joindre les deux bouts, vient de perdre son emploi, va devoir payer un loyer à son frère). 
McCullough repère le trafic d'Alex qui lui explique ce qu'il en est. Elle aide Alex à s'en sortir et la force à vendre des chargeurs portable. Petit à petit Alex et McCullough se rapprochent et, ayant l'impression que Piper va la quitter surtout voyant qu'elle se rapproche de Zelda, Alex finit pas succomber au charme de McCullough. 
Lorsqu'Alex réalise que Piper l'aime vraiment et ne la quittera pas, elle décide de stopper sa relation avec McCullough. De rage, McCullough va voir Piper et lui dit qu'Alex est prête à aller de l'avant avec elle et ne veut pas lui faire mal. Apprenant cela, Piper finit par rejoindre Zelda, qu'elle avait repoussé quelques minutes plus tôt, et couche avec elle. Le lendemain matin, McCullough dit à Alex qu'elle est allée voir Piper et l'a vue avec une autre femme. Alex s'énerve contre McCullough puis appelle Piper qui est encore avec Zelda. Les deux femmes se disputent et Alex demande à Piper de venir la voir. 
Lors de la visite, Alex avoue à Piper qu'elle l'a trompée car elle avait peur que Piper la quitte, à son grand étonnement. Piper dit à Alex qu'elle n'a couché avec Zelda qu'une fois, après avoir appris pour la liaison d'Alex avec McCullough alors qu'elle a des sentiments plus qu'amicaux pour Zelda. La conversation est coupée et Piper hurle à Alex à travers la vitre qu'elle ne pourra jamais cesser de l'aimer. Le même jour, Alex apprend que McCullough l'a fait transférer dans l'Ohio. 
Dans le dernier épisode de la série, Zelda demande à Piper de la suivre à Northampton, qui lui dit qu'elle va y réfléchir. Le père de Piper dit à sa fille qu'il n'aime pas Alex car elle lui a fait beaucoup de mal, qu'elle est torturée et recommande à sa fille de sortir avec quelqu'un qui va bien. Piper va voir Alex en prison, cette dernière lui dit qu'elle va être transférée et lui redonne sa liberté. Cela dévaste Piper qui ne sait pas quoi faire : suivre Zelda à Northampton ou Alex dans l'Ohio. Elle finit par prendre la décision de déménager dans l'Ohio et de reprendre leur relation sur de nouvelle bases : sous le sceau de l'honnêteté.